# Феррье, Оже
Оже́ Феррье́ (1512 или 1513, Тулуза — 1588) — французский врач, астролог, научный писатель.

## Биография
Оже Феррье родился в семье хирурга, с детства имел интерес к наукам, поэтому впоследствии изучал в Тулузе право, медицину и математику, а также модную тогда судебную астрологию. В 1540 году получил в Монпелье под руководством Жана Широна (Jean Schyron) степень доктора медицины, после чего переселился в Париж, где вскоре благодаря своему доброму характеру и знаниям стал известен среди горожан. Благодаря знакомству с кардиналом Бертраном в скором времени сумел стать придворным медиком королевы Екатерины Медичи, которая затем перевезла его за собой в Рим, где он также получил известность и пользовался хорошей репутацией, как в своё время в Париже и Монпелье; у него консультировались многие известные врачи Франции и Италии того времени.
Вернувшись во Францию, Феррье вернулся к врачебной практике в Тулузе. Получил известность ожесточённой полемикой с Жаном Боденом по поводу написанного последним трактата «О республике» (Париж, 1576) и даже написал обращённый к нему памфлет «Предупреждение». Скончался от воспаления кишечника, работая над очередным памфлетом к своему противнику.
Главные работы: «Liber de somniis» (Лейден, 1549); «De pudendagra, lue hispanica, libri duo» (Тулуза, 1553) и «Vera methodus medendi» (1557).